# Martín Arriola
Martín Marcelo Arriola Sobrino (Montevideo, Uruguay, 3 de octubre de 1973) es un exfutbolista uruguayo y actualmente entrenador. Se desempeñaba en el terreno de juego como defensa central y su último club como jugador fue el Orión F. C..

## Actualidad
Hasta octubre de 2019 fue entrenador del Club Sport Cartaginés de la Primera división de Costa Rica

## Clubes

### Como jugador
| Club                            | País       | Año                      |
| ------------------------------- | ---------- | ------------------------ |
| Liverpool Fútbol Club           | Uruguay    | 1996 - 1997              |
| Club Atlético Basáñez           | Uruguay    | 1997 - 1998              |
| Liverpool Fútbol Club           | Uruguay    | 1998 - 2000              |
| Centro Atlético Fénix           | Uruguay    | 2000 - 2002              |
| Central Español Fútbol Club     | Uruguay    | 2002 - 2003              |
| Liverpool Fútbol Club           | Uruguay    | 2003                     |
| FBC Melgar                      | Perú       | 2003 - 2005              |
| Deportivo Quito                 | Ecuador    | 2005 - 2006              |
| José Gálvez FBC                 | Perú       | 2006 - 2007              |
| Club Sportivo Miramar Misiones  | Uruguay    | 2007 - 2008              |
| Club Sport Cartaginés           | Costa Rica | 2008 - 2010              |
| Club Atlético Atenas            | Uruguay    | 2010                     |
| Asociación Deportiva San Carlos | Costa Rica | Campeonato Invierno 2010 |
| Asociación Deportiva San Carlos | Costa Rica | Campeonato Verano 2011   |
| Orión FC                        | Costa Rica | Campeonato Invierno 2011 |

### Como entrenador
| Club                                           | País                 | Año         |
| ---------------------------------------------- | -------------------- | ----------- |
| Orión F.C.                                     | Costa Rica           | 2012        |
| Club Sport Cartaginés (Asistente Técnico)      | Costa Rica           | 2013 - 2015 |
| Club Sport Cartaginés (Interino)               | Costa Rica           | 2015        |
| Club Sport Cartaginés (Asistente Técnico)      | Costa Rica           | 2015        |
| Universidad O&M FC                             | República Dominicana | 2016        |
| Club Sport Cartaginés                          | Costa Rica           | 2018 - 2019 |
| Asociación Deportiva y Recreativa Jicaral      | Costa Rica           | 2021        |
| Liga Deportiva Alajuelense (Asistente Técnico) | Costa Rica           | 2022        |
| Liga Deportiva Alajuelense (Interino)          | Costa Rica           | 2022        |
| Liga Deportiva Alajuelense (Asistente Técnico) | Costa Rica           | 2022 - 2024 |
| Asociación Deportiva San Carlos                | Costa Rica           | 2025        |

### Como director deportivo
| Club Sport Cartaginés                     | Costa Rica | 2017 - 2019 |
| Asociación Deportiva y Recreativa Jicaral | Costa Rica | 2020        |